# جي أثرتون
جي أثرتون (بالإنجليزية: Gee Atherton)‏ مواليد 26 فبراير 1985 في ساليسبري، هو دراج إنجليزي.

## روابط خارجية
- جي أثرتون على موقع أرشيف الدراجات (الإنجليزية)
- جي أثرتون على موقع CycleBase (الإنجليزية)
- جي أثرتون على موقع MTB Data (الإنجليزية)
- جي أثرتون على موقع eWRC-results.com (الإنجليزية)